# Ping (település)
Ping az Amerikai Egyesült Államok északnyugati részén, Washington állam Garfield megyéjében elhelyezkedő önkormányzat nélküli település.
Ping postahivatala 1889 és 1910 között működött. A helység nevét Frank és Robert Ping telepesekről kapta.

## Fordítás
Ez a szócikk részben vagy egészben  a   Ping, Washington című angol Wikipédia-szócikk ezen változatának fordításán alapul.  Az eredeti cikk szerkesztőit annak laptörténete sorolja fel. Ez a jelzés csupán a megfogalmazás eredetét és a szerzői jogokat jelzi, nem szolgál a cikkben szereplő információk forrásmegjelöléseként.